# Amīr Deh
Amīr Deh (persiska: امير ده) är en ort i Iran.   Den ligger i provinsen Mazandaran, i den norra delen av landet, 130 km nordost om huvudstaden Teheran. Amīr Deh ligger 112 meter över havet och antalet invånare är 200.
Terrängen runt Amīr Deh är kuperad söderut, men norrut är den platt. Terrängen runt Amīr Deh sluttar norrut.Runt Amīr Deh är det ganska glesbefolkat, med 34 invånare per kvadratkilometer. Närmaste större samhälle är Ledār, 1,7 km söder om Amīr Deh. I omgivningarna runt Amīr Deh växer i huvudsak blandskog.